# Chiesa del Santissimo Crocifisso (Galtellì)
La chiesa del Santissimo Crocifisso è la parrocchiale di Galtellì, situata nel centro storico del paese. L'edificio è un noto luogo di culto, in cui si venera un antico crocifisso ligneo, al quale vengono attribuiti diversi miracoli a partire dall'anno 1612.

## Storia
L'attuale parrocchiale di Galtellì sorge al posto di un precedente luogo di culto, dedicato a santa Maria delle Torri, di cui non si conosce l'epoca di fondazione. Si ipotizza che, tra la fine del XIV e il principio del XV secolo, la chiesa di Santa Maria delle Torri accolse la statua lignea del crocifisso, secondo la leggenda approdato dentro una cassa sulla spiaggia di Orosei e successivamente portato a Galtellì. In seguito a questo evento venne probabilmente costruita una nuova chiesa, in stile gotico aragonese, dedicata al Crocifisso, al posto di santa Maria, che risultò forse troppo piccola per accogliere tutti i pellegrini richiamati dalla presenza dell'immagine lignea di Cristo. A conferma dell'erezione del santuario nel XV secolo, una scritta, con l'invocazione al Crocifisso e la data 1401, che è possibile leggere su una campana presente nella torre della parrocchiale. Nel XVIII secolo l'edificio venne restaurato in stile barocco piemontese.

## Descrizione
La parrocchiale di Galtellì è un edificio semplice, di modeste dimensioni. Esternamente si caratterizza per la facciata, scandita da cornici e lesene, per la presenza di contrafforti sul lato sud e della torre campanaria, a canna quadra e coronata da merlatura, che si eleva su lato nord. L'interno è a navata unica, suddivisa in cinque campate tramite arcate ogivali, con copertura lignea. Sul lato sinistro si aprono quattro cappelle. Il presbiterio, a pianta quadrangolare, è coperto da una cupola semisferica dotata di lanterna. L'abside è semicircolare.

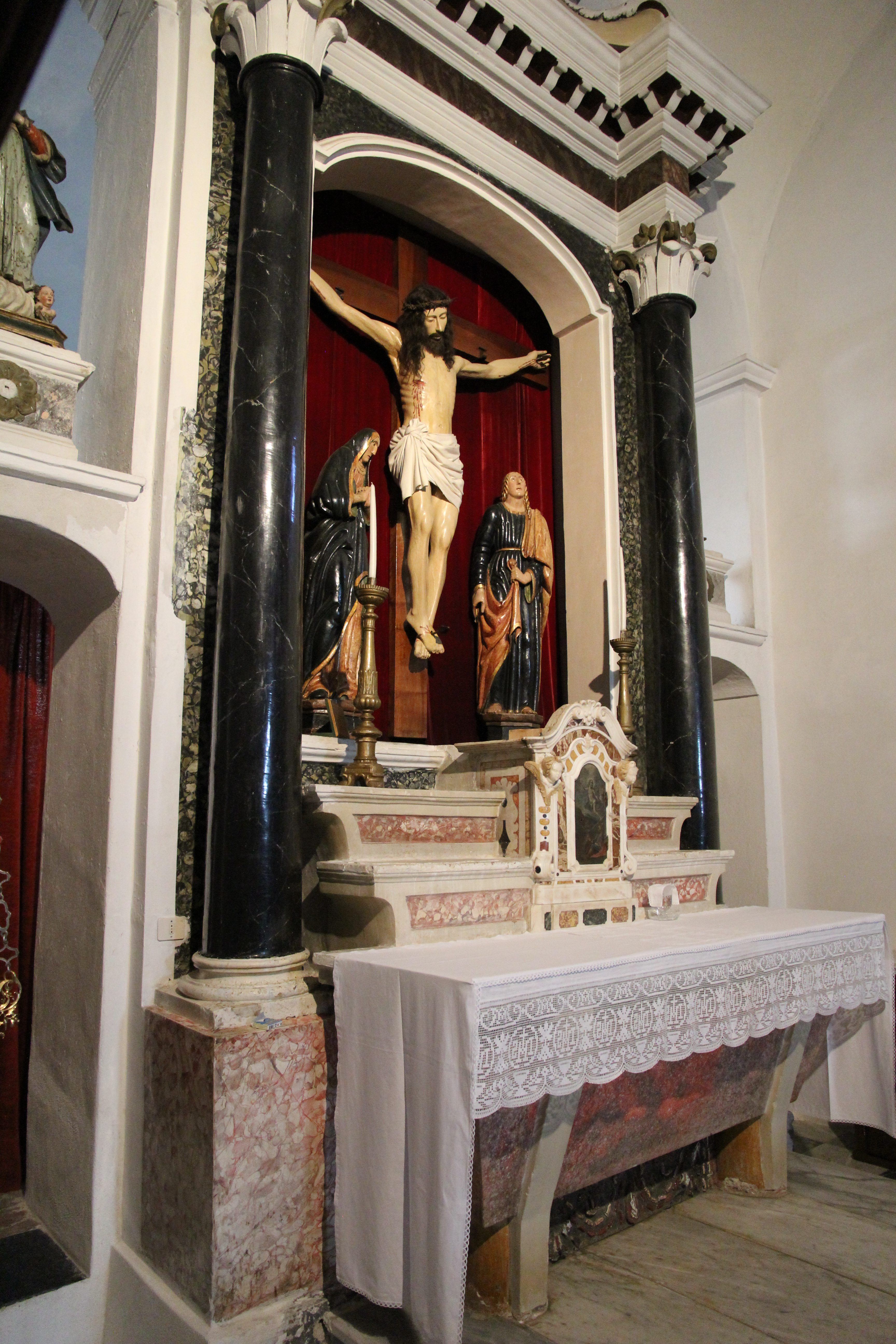

Diverse opere d'arte arricchiscono il tempio, a cominciare dal simulacro ligneo, a grandezza naturale, del Cristo crocifisso, titolare del santuario, databile tra la fine del XIV e gli inizi del XV secolo, di scuola pisana. La grata a protezione della scultura, in ferro battuto, risale alla prima metà del XVI secolo. Il crocifisso, affiancato dalle statue dell'Addolorata e di san Giovanni, si trova sull'altare maggiore. Di pregio è anche il simulacro ligneo raffigurante la santissima Trinità, cinquecentesco, un paliotto seicentesco e il prezioso organo settecentesco.

## La leggenda
La leggenda dell'arrivo del crocifisso ligneo al paese è motivo di orgoglio per gli abitanti. Essa narra che una cassa di legno venne trovata sulla spiaggia di Marina di Orosei il 3 maggio 1394, contenente la statua del Cristo, e venne trasportata, con un carro, attraverso diversi dei paesi vicini, da abitanti di Sarule che intendevano portarla in una delle loro chiese. Giungendo però di fronte alla chiesa (allora di Santa Maria delle Torri) il carro, improvvisamente, si bloccò. I due buoi che lo trasportavano vennero incitati a proseguire, lasciati riposare (anche se non erano stanchi) e addirittura sostituiti da altri due, ma il carro non si muoveva da davanti alla chiesa. Visto ciò che era successo, sarulesi e galtellinesi decisero di lasciare la statua li dove "essa aveva voluto fermarsi". Dopo il posizionamento della statua all'interno della chiesa, il carro si "sbloccò". Da allora Sarule e Galtellì hanno un gemellaggio, e ogni 3 maggio, i paesi festeggiano il patrono "Santissimo Crocifisso". Questa però è solo la leggenda. Sembra che la statua del Cristo, in realtà, sia stata donata da uno scultore spagnolo. Una versione meno diffusa della leggenda narra che la cassa non fosse stata aperta prima di fermarsi davanti alla chiesa. Successivamente la statua del Cristo sembra aver realizzato dei miracoli, alcuni confermati ufficialmente, tra cui l'aver "sudato e pianto sangue" (nel 1612).

## Galleria d'immagini

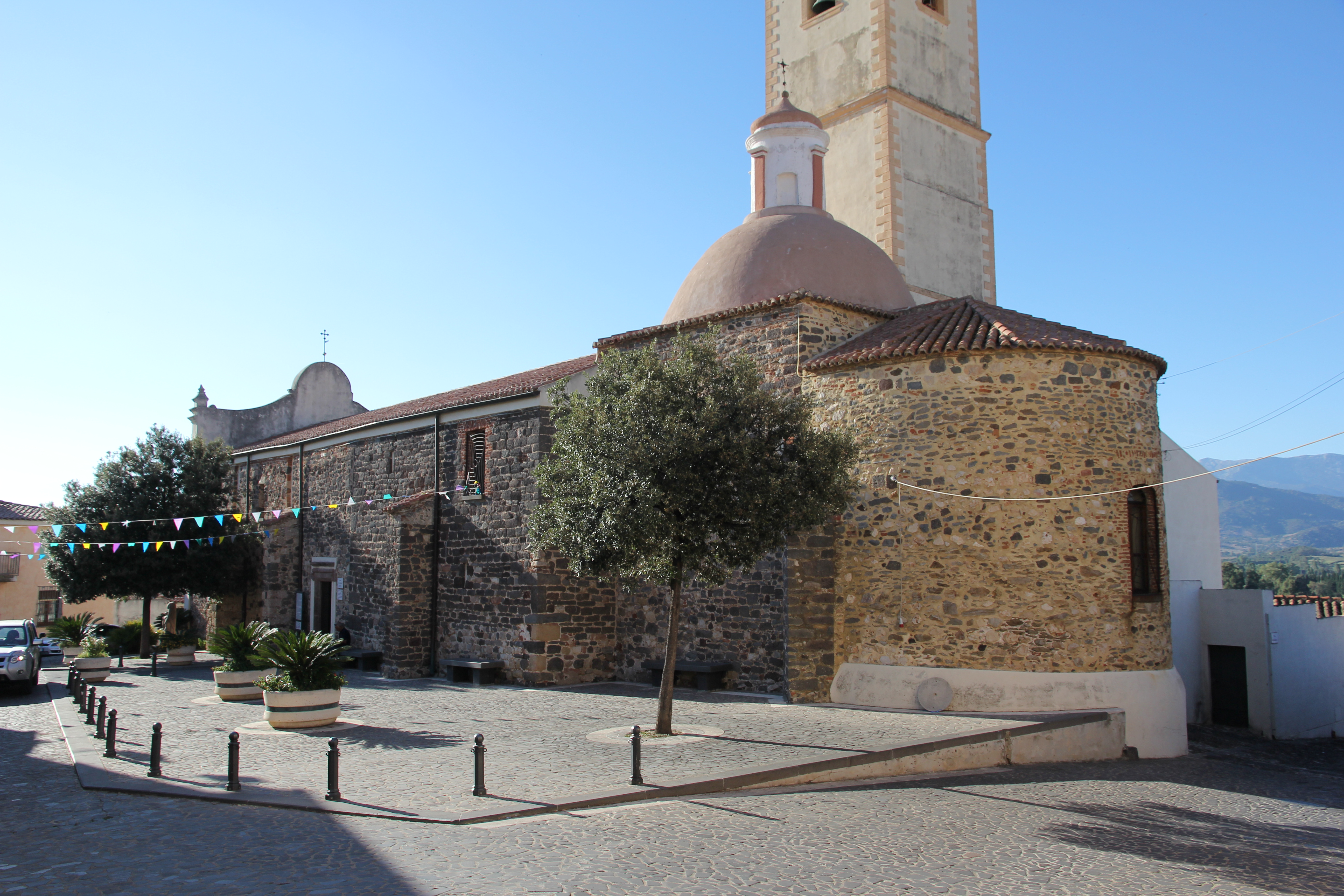
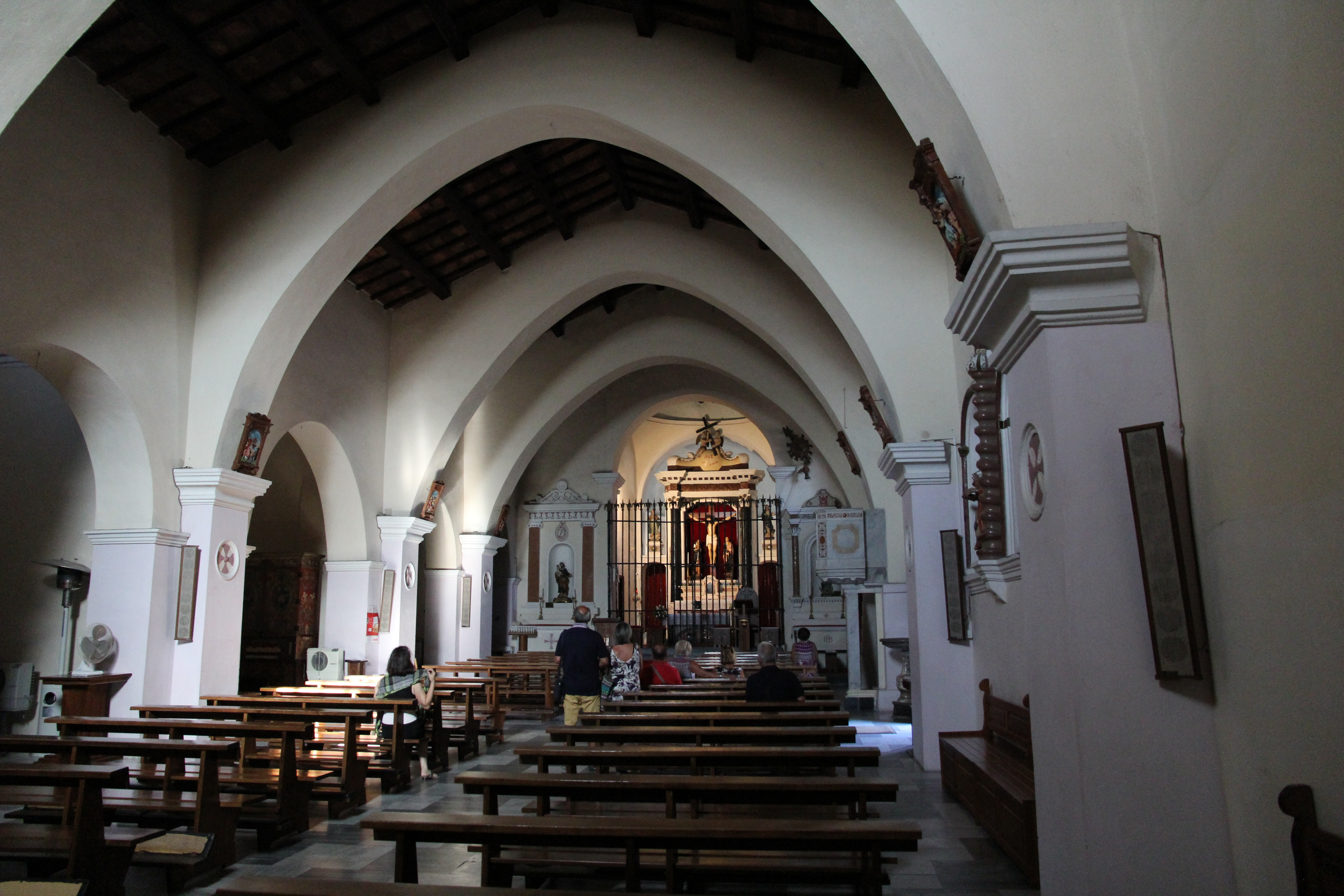
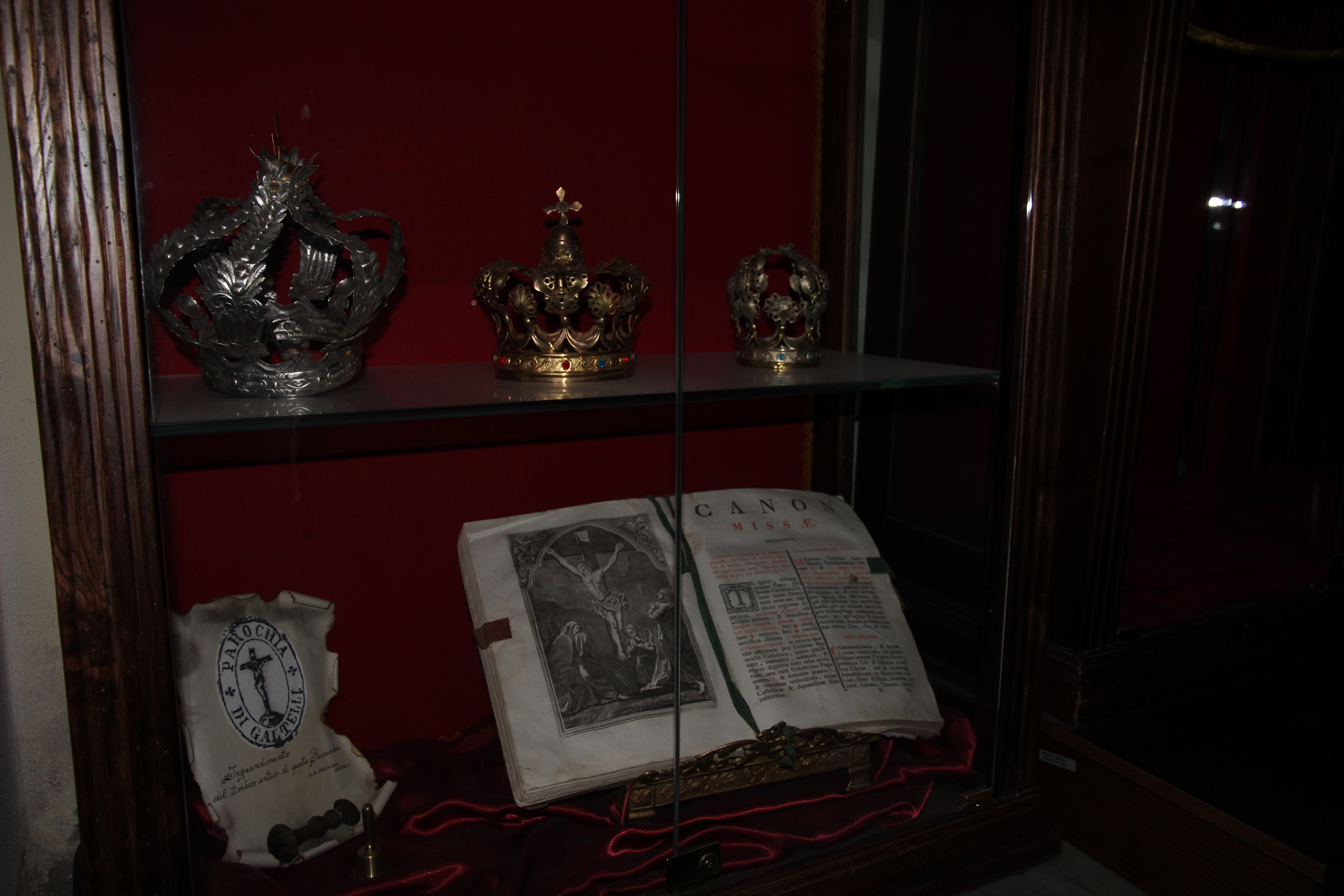
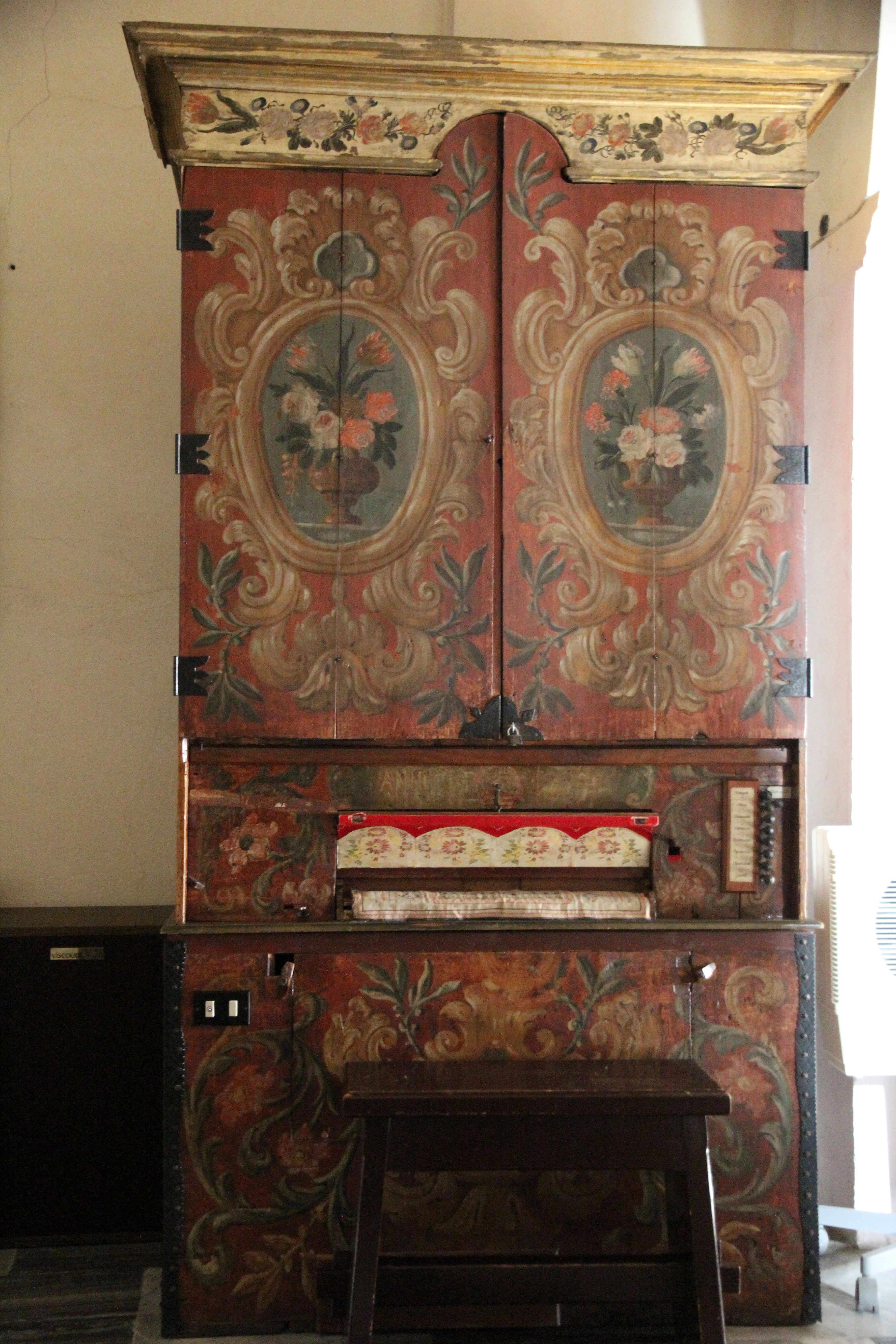